# Anthony Basso
Anthony Basso (ur. 4 lipca 1979 w Besançon, zm. 23 stycznia 2025 tamże) – francuski piłkarz, występujący na pozycji bramkarza.
Profesjonalną karierę piłkarską rozpoczął w 1999 w klubie AJ Auxerre. W 2001 przeniósł się do Udinese Calcio, dla którego rozegrał 1 ligowy mecz. Następnie był wypożyczany kolejno do A.S. Viterbese Calcio, Benevento Calcio i Calcio Chieti. W 2005 podpisał kontrakt z norweskim Vikingiem. Rozegrał 36 meczów. W sezonie 2006/2007 ponownie reprezentował barwy AJ Auxerre. Od 2007 do 2009 był członkiem kadry występującego w Scottish Premier League Heart of Midlothian.